# Estevam dos Santos Silva Filho
Estevam dos Santos Silva Filho (Vitória da Conquista, 10 de abril de 1968) é um prelado católico brasileiro, foi bispo auxiliar de São Salvador da Bahia e nomeado pelo Papa Francisco em 15 de abril de 2020 como quinto bispo da Diocese de Ruy Barbosa.

## Biografia
Fez estudos primários em sua cidade natal, ingressando no Seminário Nossa Senhora da Vitória onde estudou filosofia. Depois cursou teologia em Belo Horizonte no Instituto Teológico Coração Eucarístico. Além disso, formou-se em Comunicação da Pontifícia Universidade Javeriana, em Bogotá - Colômbia e participou de um curso de Comunicação Social da SEPAC/USF, em São Paulo. Ele também participou do Curso para Diretores Espirituais Inaciana de Itaici (São Paulo).
Foi ordenado sacerdote no dia 9 de julho de 1995. Exerceu o ofício religioso na Paróquia Nossa Senhora do Perpétuo Socorro de Iguaí (1995-1997), Paróquia Senhor do Bonfim e Santa Rita do Planalto (1998-2001), na Paróquia Divino Espírito Santo de Poções (2000-2011) e na Paróquia Nossa Senhora das Candeias em Vitória da Conquista (2011-2014).
Em 29 de janeiro de 2014 foi nomeado bispo-auxiliar da Arquidiocese de São Salvador da Bahia pelo Papa Francisco. Sua sagração episcopal como bispo-titular de Feradi maius se deu em Vitória da Conquista no dia 30 de março do mesmo ano pelas mãos de Dom Luís Gonzaga Silva Pepeu, O.F.M. Cap., arcebispo de Vitória da Conquista e teve como co-sagrantes o arcebispo Primaz do Brasil, Dom Murilo Sebastião Ramos Krieger, S.C.J. e Dom Celso José Pinto da Silva, arcebispo emérito de Teresina. Sua posse como bispo auxiliar ocorreu em 26 de abril de 2014 na Catedral Basílica Primacial São Salvador .
Em 15 de abril de 2020, é nomeado bispo diocesano da Diocese de Ruy Barbosa.